# Jean-François-Marie-Joseph-Béranger de Curières de Castelnau
Jean-François-Marie-Joseph-Béranger de Curières de Castelnau, francoski general, * 1881, † 1969.